# سیارک ۲۱۴۱۱
سیارک ۲۱۴۱۱ (به انگلیسی: 21411 Abifraeman، نامگذاری:1998FY66) بیست و یک هزار و چهارصد و یازدهمین سیارک کشف شده‌است که در ۲۰ مارس ۱۹۹۸ کشف شد.
قدر مطلق سیارک برابر ۲۰.۴ است.